# Hu Shi
Hu Shi (胡適T, 胡适S, Hú ShìP; Jixi, 17 dicembre 1891 – Taipei, 24 febbraio 1962) è stato uno scrittore e diplomatico cinese.

## Biografia
Il percorso di studi universitari di Hu Shi si svolse negli Stati Uniti d'America, dal 1910 al 1917, dapprima all'università Cornell e successivamente alla Columbia University, dove fu allievo del filosofo John Dewey. Tornato in Cina collaborò attivamente alla rivista Nuova Gioventù, fu il rivoluzionario autore del dramma Il grande evento della vita (1919), e sostenne l'introduzione e l'utilizzo della lingua parlata negli scritti letterari, l'importanza di distaccarsi dalla letteratura antica dando priorità ai contenuti ed alla comunicazione di idee, di emozioni e di riflessioni.
Nel 1923 fondò la Società della luna crescente, svolse incarichi diplomatici negli Stati Uniti dal 1938 al 1945, diresse l'Università di Pechino per quattro anni, ma fu travolto dal rinnovamento che egli aveva voluto causare ed esiliato, dapprima a New York e dopo a Taiwan, a causa dei suoi non buoni rapporti con i comunisti cinesi. Tra le sue opere principali si possono citare il volume di poesie intitolato Ch'ang-shih chi (Raccolta sperimentale, 1918), i saggi filosofici The development of the logical method in ancient China del 1922 e The Chinese renaissance del 1934.